# Wolnościowa Partia Austrii
Wolnościowa Partia Austrii (niem. Freiheitliche Partei Österreichs, FPÖ) – austriacka skrajnie prawicowa, eurosceptyczna partia polityczna założona w 1955 roku.

## Historia
Partia wywodzi się z neofaszystowskiego ugrupowania Związku Niezależnych (utworzonego w 1949). W latach 1983–1987 tworzyła rząd z socjaldemokratyczną SPÖ. W 1999 r. FPÖ w wyborach do Rady Narodowej zdobyła 26,91% głosów i weszła w koalicję z Austriacką Partią Ludową (ÖVP). Obecność FPÖ w rządzie spowodowała roczny bojkot Austrii ze strony Unii Europejskiej, który został jednak zakończony po wyborach parlamentarnych z 2002 roku.
Istotnym wydarzeniem w historii partii był rozłam zapoczątkowany w 2005 r. przez Jörga Haidera, który z innymi byłymi politykami FPÖ stworzył Sojusz na rzecz Przyszłości Austrii (BZÖ). Od 2005 r. do 2019 r. przewodniczącym partii był Heinz-Christian Strache.

## Program
Program partii został przyjęty w 2011 roku na konwencji partyjnej. Zakłada on:
1. sprzeciw wobec przystąpienia Turcji do UE
2. ograniczenie imigracji
3. sprzeciw wobec podniesienia unijnych składek
4. zachowanie neutralności Austrii (niewchodzenie w żadne sojusze militarne, m.in. z NATO)
5. zwalczanie nadużyć w przyznawaniu azylu

## Poparcie w wyborach

### Wybory doRady Narodowej(Izba niższa parlamentu)
| Wybory | Wyniki    | Wyniki | Mandaty | Zmiana | Rząd               |
| Wybory | Głosy     | %      | Mandaty | Zmiana | Rząd               |
| ------ | --------- | ------ | ------- | ------ | ------------------ |
| 1956   | 283 749   | 6,52   | 6/165   | Nowa   | Opozycja           |
| 1959   | 336 110   | 7,70   | 8/165   | 2      | Opozycja           |
| 1962   | 313 895   | 7,04   | 8/165   | 0      | Opozycja           |
| 1966   | 242 570   | 5,35   | 6/165   | 2      | Opozycja           |
| 1970   | 253 425   | 5,52   | 6/165   | 0      | Wsparcie rządu     |
| 1971   | 248 473   | 5,45   | 10/183  | 4      | Opozycja           |
| 1975   | 249 444   | 5,41   | 10/183  | 0      | Opozycja           |
| 1979   | 286 743   | 6,06   | 11/183  | 1      | Opozycja           |
| 1983   | 241 789   | 4,98   | 12/183  | 1      | Koalicja rządząca  |
| 1986   | 472 205   | 9,73   | 18/183  | 6      | Opozycja           |
| 1990   | 782 648   | 16,64  | 33/183  | 15     | Opozycja           |
| 1994   | 1 042 332 | 22,50  | 42/183  | 9      | Opozycja           |
| 1995   | 1 060 175 | 21,89  | 41/183  | 1      | Opozycja           |
| 1999   | 1 244 087 | 26,91  | 52/183  | 11     | Koalicja rządząca  |
| 2002   | 491 328   | 10,01  | 18/183  | 34     | Koalicja rządząca  |
| 2002   | 491 328   | 10,01  | 18/183  | 34     | Opozycja (od 2005) |
| 2006   | 519 598   | 11,03  | 21/183  | 3      | Opozycja           |
| 2008   | 857 028   | 17,54  | 34/183  | 13     | Opozycja           |
| 2013   | 962 313   | 20,51  | 40/183  | 6      | Opozycja           |
| 2017   | 1 316 442 | 25,97  | 51/183  | 11     | Koalicja rządząca  |
| 2017   | 1 316 442 | 25,97  | 51/183  | 11     | Opozycja (od 2019) |
| 2019   | 772 666   | 16,17  | 31/183  | 20     | Opozycja           |
| 2024   | 1 408 512 | 28,85  | 57/183  | 26     | Opozycja           |

### Wybory doParlamentu Europejskiego
| Wybory | Wyniki    | Wyniki | Mandaty | Zmiana |
| Wybory | Głosy     | %      | Mandaty | Zmiana |
| ------ | --------- | ------ | ------- | ------ |
| 1996   | 1 044 604 | 27,5   | 6/21    | Nowa   |
| 1999   | 655 519   | 23,4   | 5/21    | 1      |
| 2004   | 157 722   | 6,3    | 1/18    | 4      |
| 2009   | 364 207   | 12,7   | 2/17    | 1      |
| 2014   | 556 835   | 19,7   | 4/18    | 2      |
| 2019   | 650 114   | 17,2   | 3/18    | 1      |
| 2024   | 893 754   | 25,4   | 6/18    | 3      |

### Wybory prezydenckie
| Wybory | Kandydaci          | Kandydaci | I tura [%] | II tura [%] | Zwycięstwo |
| ------ | ------------------ | --------- | ---------- | ----------- | ---------- |
| 2010   | Barbara Rosenkranz |           | 15,24      | ---         | nie        |
| 2016   | Norbert Hofer      |           | 35,05      | 46,21       | nie        |
| 2022   | Walter Rosenkranz  |           | 17,68      | ---         | nie        |

## Kontrowersje
Jedna z czołowych działaczek ugrupowania Barbara Rosenkranz, która była kandydatką partii w wyborach prezydenckich w 2010 wielokrotnie negowała holokaust. Jednakże od czasu, kiedy Jörg Haider nie rządzi już partią, FPÖ walczy z wewnętrznym antysemityzmem. W 2015 r. posłanka tej partii Susanne Winter została wyrzucona za tego typu wypowiedzi.

### Afera z Ibizy
17 maja 2019 r. zostały opublikowane nagrania, w których Heinz-Christian Strache, oferował rosyjskiej inwestorce państwowe kontrakty w zamian za pomoc w kampanii wyborczej w 2017 roku. Następnego dnia Strache zrezygnował z funkcji wicekanclerza i prezesa partii.